# Rainaut de Pons
Rainaut de Pons (floruit 1189–1228) est un noble et troubadour saintongeais. Seigneur de Pons, il est sénéchal de Gascogne entre 1214 et 1217 pour le compte du duc d'Aquitaine et roi d'Angleterre Jean Sans Terre. Auteur de langue occitane, il composait des tensos avec Jaufré de Pons.

## Biographie
Renaud de Pons est le fils de Pons, seigneur de Pons, et de Germaise N.
Après la guerre entre Jean Sans Terre et Philippe-Auguste il participe à la cinquième croisade entre 1217 et 1221 où il acquiert le surnom de Palmarius.